# Maria Barbulat
Maria Barbulat (în rusă Мария Федоровна Барбулат; n. 1910, Broșteni, volostea Cruteansc⁠(d), Gubernia Podolia, Imperiul Rus) a fost un om de stat și politician sovietic moldovean, deputat al Radei Supreme a RSS Ucrainene a convocării I (1938–1940).

## Biografie
S-a născut în anul 1910 în satul Broșteni din ținutul Balta, gubernia Podolia, Imperiul Rus (astăzi în Transnistria, Republica Moldova). Inițial a lucrat în propria gospodărie, iar în 1930 a intrat în colhozul „1 Mai” din localitatea natală, care la acel moment făcea parte deja din RSSA Moldovenească. 
În 1932 a fost aleasă membru al sovietului sătesc al satului Broșteni, în postul de șef al secției financiare.
La 26 iunie 1938 a fost aleasă deputat al Radei Supreme a RSS Ucrainene din partea circumscripției electorale Codâma (nr. 60) al RSSA Moldovenești.
La 2 august 1940 s-a constituit RSS Moldovenească, care cuprindea partea vestică a RSSA Moldovenești, iar deputații aleși din aceste raioane au încetat să-și exercite atribuțiile în Rada Supremă a RSSU, printre care și Maria Barbulat.
Soarta ulterioară este necunoscută.